# Lobi Stars
Lobi Stars ist ein nigerianischer Fußballverein aus Makurdi. Aktuell spielt der Verein in der ersten Liga, der Nigeria Professional Football League.
Bisher konnten die Lobi Stars einmal die nigerianische Meisterschaft und einmal den nigerianischen Fußballpokal gewinnen.

## Geschichte
| Saison* | Platz                     |
| --- | ------------------------- |
| 1982 | ?                         |
| 1983 | ?                         |
| 1984 | ?                         |
| 1985 | ?                         |
| 1986 | ?                         |
| 1987 | ?                         |
| 1988 | ?                         |
| 1989 | ?                         |
| 1990 | ?                         |
| 1991 | ?                         |
| 1992 | ?                         |
| 1993 | 18                        |
| 1994 | 9                         |
| 1995 | ?                         |
| 1996 | 5                         |
| 1997 | ? (Aufstieg)              |
| 1998 | ? (Aufstieg)              |
| 1999 | 1 (4)                     |
| 2000 | 3 (2)                     |
| 2001 | 8 n. q.                   |
| 2002 | 12                        |
| 2003 | 12                        |
| 2004 | 7                         |
| 2005 | 9                         |
| 2006 | 8 (Gruppe B) n. q.        |
| 2007 | 3 (Gruppe B) n. q.        |
| 2007/08 | 7                         |
| 2008/09 | 14                        |
| 2009/10 | 13                        |
| 2010/11 | 10                        |
| 2011/12 | 3                         |
| 2013 | 14                        |
| 2014 | 6                         |
| 2015 | 14                        |
| 2016 | 5                         |
| 2017 | 7                         |
| 2018 | Meisterschaft abgebrochen |
| 2019 | 5                         |
| 2019/20 | Meisterschaft abgebrochen |
| 2020/21 | 8                         |
| 2021/22 | 15                        |
| *Hellgrau hinterlegt sind Spielzeiten in der zweiten Liga, dunkelgrau die in der dritten und weiß die Zeit in der Nigerianischen Premier League. *n. q. = nicht qualifiziert für Finalrunde *In Klammern sind die Platzierung vor Beginn der Finalrunde. |                           |

Der Klub wurde 1981 als ein Verein der Regierung des Benue-Bundesstaats gegründet. Bis 1986 ist die Klassenzugehörigkeit unbekannt. Von 1991 bis 1995 war der Klub Zweitklassig und stieg anschließend ab. 1996 gehörte man zur dritten Liga, wo 1997 der Aufstieg in die zweite Liga erfolgte. Dort machte man den Durchmarsch und stieg 1998 in die erste Liga auf. In der ersten Erstligasaison überraschten die Lobi Stars und sammelten 52 Punkte. Damit erreichte man den vierten Platz und qualifizierte sich somit für die Finalrunde. Dort reichte ein 3:0-Sieg gegen die Wikki Tourists und je ein Unentschieden gegen Iwuanyanwu Nationale und Plateau United um die Meisterschaft zu gewinnen.
Dadurch qualifizierte man sich zur Saison 2000 erstmals für die CAF Champions League. Allerdings war bereits nach der Vorrunde Schluss. In der Liga erreichte der Verein erneut die Final-Four-Runde, musste sich aber in zwei von drei Spielen geschlagen geben. Einzig gegen Plateau United konnte man gewinnen, was den dritten Rang bedeutete. Enttäuscht war man 2001, als vier Punkte auf den Qualifikationsplatz fehlten. 2002 und 2003 war es sogar nur der zwölfte Platz. Allerdings erreichten die Lobi Stars 2003 das Finale um den FA Cup. Dieses konnte die Mannschaft gewinnen. Durch Tore von Olewesi Johnson und Nkonye Daniel konnte der Verein am 25. Oktober 2003 die Port Harcourt Sharks mit 2:0 bezwingen. Drei Monate später, im Spiel um den Super-Cup, scheiterte die Mannschaft erst im Elfmeterschießen mit 5:3 gegen Enyimba FC. Zur Saison 2007 verbesserten sich die Lobi Stars wieder auf Platz sieben. Allerdings waren es zwölf Punkte Abstand auf Meister Port Harcourt Dolphin. Zwar gelangen im Folgejahr drei Punkte mehr, trotzdem konnte nur Rang neun verbucht werden. 2006, als der Meisterschaftsmodus geändert wurde, war der Klub in Gruppe B auf Punktejagd. Zwar verlor man nur sechs Partien, trennte sich aber auch sechs Mal mit Unentschieden. Damit war es der achte Platz, den das Team erspielte, einen Rang vor dem Abstieg. Nur auf Grund des besseren Torverhältnisses hielt die Mannschaft die Klasse. 2007 keimte wieder Hoffnung, um einen Meisterschaftssieg auf. Doch durch eine 1:0-Niederlage am letzten Spieltag der Gruppenphase gegen Zamfara United verpasste man die Qualifikationsrunde. Schon ein Unentschieden hätte dafür gereicht. Allerdings wurden nachträglich Punkte aus dem Spiel gegen die Port Harcourt Dolphins aberkannt. 2007 wurde der Modus erneut geändert und an europäischen Maßstäben angepasst. Die Liga wurde nun von September 2007 bis Mai 2008 ausgetragen. Die Lobi Stars platzierten sich nach Abschluss auf den siebten Rang.
Nach Ablauf der Spielzeit 2008/09 umging der Verein nur knapp den Abstieg. Mit 49 Punkte hatten die Lobi Stars nur einen mehr als der erste Absteiger Akwa United.
Im August 2009 wurde bekannt, dass sich der Verein in private Hände begeben will. Die Regierung des Benue-Bundesstaats gibt den Klub somit für die kommenden drei Jahre ab, insofern sich ein Interessent findet. Als ein Kandidat dafür wird Richard Edewor gehandelt, der zum 1. September die dafür notwendigen Schriftdokumente unterschreiben will.

### Namenshistorie
| von  | bis   | Vereinsname              |
| ---- | ----- | ------------------------ |
| 1981 | 1997  | Lobi Bank Football Club  |
| 1997 | heute | Lobi Stars Football Club |

## Erfolge
- Nigerianischer Meister: 1999
- Nigerianischer Pokalsieger: 2003

## Stadion

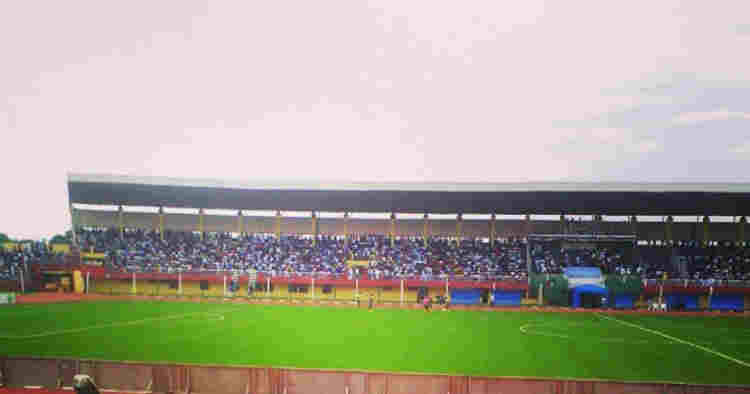
Aper-Aku-Stadion

Der Verein trägt seine Heimspiele im Aper-Aku-Stadion in Makurdi aus. Das Stadion hat ein Fassungsvermögen von 15.000 Personen.

## Bekannte ehemalige Spieler
(Auswahl)
- Robert Akaruye (Ehemaliger Nationalspieler Nigerias)
- Imadu Dooyum (Ehemaliger Nationalspieler Nigerias)
- Michael Eneramo (Aktueller Nationalspieler Nigerias)
- Greg Etafia (Aktueller Nationalspieler Nigerias)
- Barnabas Imenger (Ehemaliger Nationalspieler Nigerias)
- Isaac Louté (Ehemaliger Nationalspieler Benins)
- Garba Lawal (Ehemaliger Nationalspieler Nigerias)
- Peter Suswam (Ehemaliger Nationalspieler Nigerias)
- Taye Taiwo (Aktueller Nationalspieler Nigerias)
- Oguchi Uche (Aktueller Nationalspieler Nigerias und Bruder von Oguchi Onyewu)
- Juwon Oshaniwa (Aktueller Nationalspieler Nigerias)

## Trainerchronik
| Trainer             | Nation    | von             | bis             |
| ------------------- | --------- | --------------- | --------------- |
| Maurice Cooreman    | Belgien   | 1. Februar 2002 | 1. Februar 2003 |
| Mitko Dobrev        | Bulgarien | 1. Juli 2009    | 30. Juni 2010   |
| Solomon Ogbeide     | Nigeria   | 1. Januar 2017  | 20. Mai 2019    |
| Samuel Otorm        | Nigeria   | 21. Mai 2019    | 30. Juni 2019   |
| Gbenga Ogunbote     | Nigeria   | 1. Juli 2019    | 30. Juni 2020   |
| Kabiru Dogo         | Nigeria   | 1. Juli 2020    | 1. August 2021  |
| Mohammed Babaganaru | Nigeria   | 29. März 2022   | heute           |